# Захаров, Всеволод Владимирович
Все́волод Влади́мирович Заха́ров (7 августа 1887 — 15 июля 1947, Париж) — российский и французский промышленник, инженер, масон.

## Биография
Родился 7 августа 1887 года.
После Октябрьского переворота эмигрировал во Францию. Жил в Париже. В 1920-е годы работал таксистом.
Организовал французский Комитет по морским перевозкам и торговле. В 1930-е годы работал инженером-техником и инженером-механиком.
Масон. С 1924 по 1937 годы член парижской русской ложи «Астрея» № 500 Великой ложи Франции, в которой в разное время исполнял обязанности архивариуса, эксперта и др.
Умер 15 июля 1947 года в Париже, похоронен на кладбище Сент-Женевьев-де-Буа.